# 皮魯 (加利福尼亞州)
皮魯（英語：Piru）是位於美國加利福尼亞州文圖拉縣的一個人口普查指定地區。

## 地理
皮魯的座標為34°24′26″N 119°47′59″W / 34.40722°N 119.79972°W，而該地最高點為海拔高度216米（即709英尺）。

## 人口
根據2010年美國人口普查的數據，皮魯的面積為7.343平方千米，當中陸地面積為7.303平方千米，而水域面積為0.040平方千米。當地共有人口2063人，而人口密度為每平方千米280人。